# Max Meyerhof

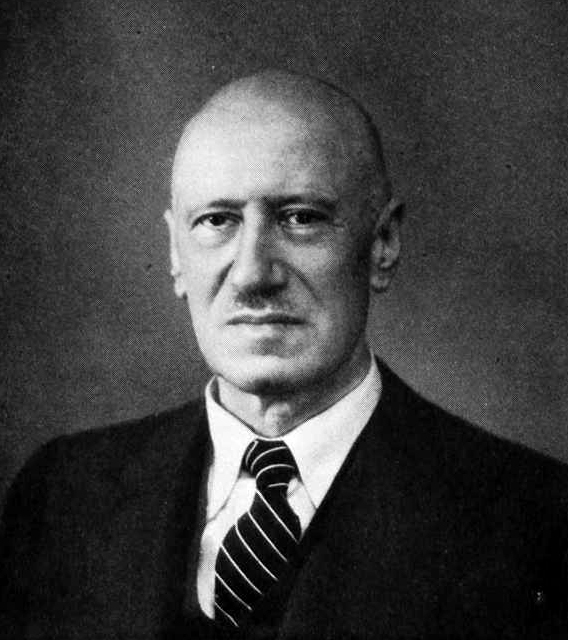
Max Meyerhof

Max Meyerhof (* 21. März 1874 in Hildesheim; † 19. April 1945 in Kairo) war ein deutsch-ägyptischer Augenarzt und Medizinhistoriker.

## Leben und Wirken
Max Meyerhof stammte aus einer jüdischen Familie, die bereits seit 1720 in Hildesheim ansässig war und die bürgerlichen Rechte besaß. Sein Vater war der Kaufmann Albert Meyerhof. Seine Mutter Lina Spiegelberg kam aus einer Familie von Kaufleuten und Bankiers. Der Gynäkologe Otto Spiegelberg war ein Großonkel mütterlicherseits, der Ägyptologe Wilhelm Spiegelberg ein Cousin mütterlicherseits und der Biochemiker Otto Meyerhof ein Cousin väterlicherseits. Nach dem frühen Tod des Vaters 1876 musste seine Mutter ihre Kinder allein erziehen. 1878 zog sie nach Hannover, wo Max das Goethe-Gymnasium besuchte.
Max Meyerhof studierte Medizin in Heidelberg, Berlin und Straßburg. In Freiburg erfüllte er seine Militärdienstpflicht. 1898 promovierte er in Straßburg zum Dr. med. Er wurde Assistent, zunächst am bakteriologischen Institut in Straßburg bei Ernst Levy (1864–1919) und Josef Forster. In seiner Straßburger Zeit hörte er auch Vorlesungen bei seinem Cousin, dem Professor für Ägyptologie Wilhelm Spiegelberg.
1898 arbeitete Max Meyerhof mehrere Monate als unbezahlter Assistent in der Augenklinik von G. Gutmann in Berlin. Von 1898 bis 1901 war er Assistent in der Augenklinik von Augstein und Hecht in Bromberg, dem Hauptverbreitungsgebiet des Trachoms in Deutschland. Von 1901 bis 1902 hatte er eine unbezahlte Assistentenstelle in Breslau bei Wilhelm Uhthoff. 1902 eröffnete er eine Praxis in Hannover.
1900/01 hatte Max Meyerhof mit seinem Cousin Otto Meyerhof eine Ägyptenreise unternommen. Die dabei gewonnenen Eindrücke veranlassten ihn 1903, nach Kairo überzusiedeln und dort eine augenärztliche Praxis zu eröffnen. 1909 wählte der Ägyptische ophthalmologische Verein ihn zu seinem Vorsitzenden. 1911 erhielt er die Stelle eines Direktors der Augenklinik des Abbas-Hospitals in Kairo. Neben seiner Praxis widmete Max Meyerhof sich in den Abendstunden wissenschaftlichen Studien. Vor allem interessierten ihn die arabische Medizin und ihre Geschichte. Dazu bedurfte er einer eingehenden Kenntnis der arabischen Literatursprache. Er sammelte arabische Handschriften und bearbeitete sie mustergültig.
Zu Beginn des Ersten Weltkrieges befand Max Mayerhof sich auf seiner jährlichen Sommerreise in der deutschen Heimat und konnte nicht nach Kairo zurückkehren. In Hannover arbeitete er in einem Kriegslazarett. Nach dem Krieg führte er zunächst wieder eine Praxis in Hannover.
Mit Erlaubnis des britischen Hochkommissars Allenby durfte er 1922 als erster Deutscher nach dem Krieg nach Ägypten zurückkehren. Zur Zeit der nationalsozialistischen Judenverfolgung in Deutschland gab er 1935/36 seine deutsche Staatsbürgerschaft auf und wurde ägyptischer Staatsangehöriger.

## Schriften (Auswahl)
- Zur Morphologie des Diphtheriebacillus. Dissertation Straßburg 1898. Auch in: Archiv für Hygiene, München 1898, 33: 1–34
- mit Curt Prüfer: Die Augenheilkunde des Jûḥannā ben Mâsawaih (777–857 nach Christus). In: Der Islam. Band 6, 1916, S. 348–356.
- Der Bazar der Drogen und Wohlgerüche in Kairo. Weimar 1918 (Digitalisat)
- Erfahrungen aus der chirurgischen Behandlung des Trachoms in Ägypten. In: Zeitschrift für Augenheilkunde 1920; 43:129-141
- Kitab al-°Asr maqalat fi 'l-°ain. The book of the ten treatises on the eye ascribed to Hunain Ibn Is-Hâq (809–877 A.D.) the earliest existing systematic textbook of ophthalmology the Arabic text ed. from the only two known ms., with an English transl. and glossary. Government Pr. Cairo 1928
- ʿAlī ibn Rabban at-Tabarī, ein persischer Arzt des 9. Jahrhunderts n. Chr. In : Zeitschrift der Deutschen Morgenländischen Gesellschaft, Band 85 (1931), S. 38–68 (Digitalisat)
- Galenus. De nominibus medicis. Über die medizinischen Namen, arabisch und deutsch. Verl. d. Akad. d. Wiss. Berlin 1931
- Kitab al Mursid fi ‘l-kuhl Al Morchid fi’l-kohhl ou le guide d’oculiste. Ouvrage enédit de l’oculiste arabe-espagnol Mohammad Ibn Qassoûm Ibn Aslam al-Ghâfiqî. Trad. des parties ophtalmologiques d'après le ms. conservé à la bibliothèque de l'Escurial. Laboratoires du Nord de l'Espagne, Masnou (Barcelone) 1933
- L’explication des noms de drogues composé par Maïmonides. Texte publié pour la première fois d’après le manuscrit unique avec traduction commentée et index. Impr. de l’Institut Français, Kairo 1940
- Sultan Saladin’s physician on the transmission of Greek medicine to the Arabs. In: Bulletin of the history of Medicien, Band 18 (1945), S. 169–178
- Ali al-Bayhaqi’s Tatimmat Siwan al-Hikma. A biographical work on learned men of the Islam. In: Osiris, Band 8 (1948), S. 122–218
- Zusammen mit Joseph Schacht: The Theologus autodidactus of Ibn al-Nafis. Clarendon Press, Oxford 1968 (Besprechung)